# Francis Marion

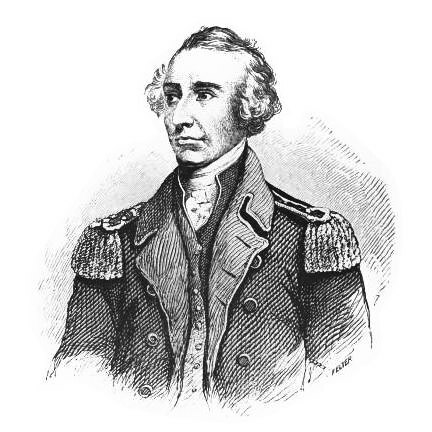
Francis Marion

Francis Marion (* 26. Februar 1732 in Georgetown, Province of South Carolina; † 27. Februar 1795 ebenda) war vor dem Amerikanischen Unabhängigkeitskrieg Seemann, und diente als Oberstleutnant der Kontinentalarmee und später Brigadegeneral bei der South Carolina Miliz. Seinen Beinamen „Sumpf-Fuchs“ („Swamp Fox“) erhielt er für die Anwendung von Taktiken der Guerilla. Er zeigte neue Maßstäbe in der Kriegsführung mit dem Jagdkampf durch Hinterhalt und Feuerüberfall und störte damit die britische Kommunikation und Nachschub.
Marion gilt als einer der Begründer der modernen Guerillakriegsführung und wird als Vorläufer der US Rangers gesehen.

## Herkunft und frühes Leben
Die Familie Marions stammte von Hugenotten ab. Seine Eltern waren Gabriel Marion und Esther Cordes Marion. Seine Großeltern waren Benjamin und Judith Baluet Marion sowie Anthony und Esther Baluet Cordes. Gabriel und Esther hatten sechs Kinder: Esther, Isaac, Gabriel, Benjamin, Job und Francis. Francis war der letztgeborene und galt als ein eher schwächliches Kind. Sie siedelten bei Winyah nahe Georgetown, wo auch Francis Marion im Winter 1732 auf der Gayfield-Plantage in St. James, einer Gemeinde in der Grafschaft Berkley, South Carolina, geboren wurde. 1739/40 zog seine Familie von Gayfield auf eine Plantage in St. George, eine Gemeinde in der Winyah Bay, da man offenbar nahe der englischen Schule in Georgetown sesshaft werden wollte. 1759 zog er auf die Pond Bluff Plantage nahe Eutaw Springs in Südcarolina (heute Eutawville) um. Marion sprach fließend Französisch und Englisch.
Als Marion 15 war, entschied er sich, Seemann zu werden. Er unterzeichnete als das sechste Mannschaftsmitglied auf einem Schoner für die Überfahrt zu den Westindischen Inseln. Während sie zurückfuhren, rammte ein Wal den Schoner und sie erlitten Schiffbruch und erreichten erst auf dem Rettungsboot am 7. Tage das Land. Peter Horry, der Marion untersuchte, beschrieb seinen Gesundheitszustand als völlig zum Positiven verändert. Marion gab danach den Seemannsberuf auf.
Marion begann seine militärische Karriere kurz vor seinem 25. Geburtstag. Am 1. Januar 1757 wurden er und sein Bruder Gabriel von Hauptmann John Postell rekrutiert, um im Franzosen- und Indianerkrieg die Cherokee-Indianer an der Grenze zu bekämpfen. Marion diente 1761 als Leutnant unter Hauptmann William Moultrie bei den Kämpfen gegen die Cherokees. Marion blieb stets der höfliche Gentleman und strebte an, besser als die britischen Offiziere betrachtet zu werden.

## Revolutionsjahre

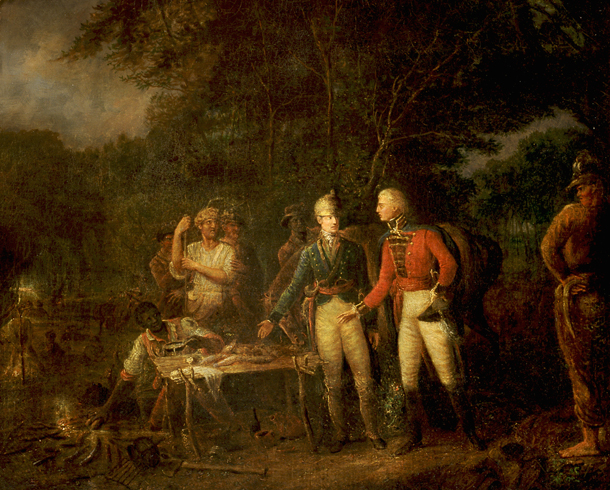
Marion lädt einen englischen Offizier zum Essen ein (Gemälde von John Blake White, um 1835)

Im Jahr 1775 war er Mitglied des South Carolina Provincial Congress und am 21. Juni 1775 wurde er zum Hauptmann im 2. Südcarolina-Regiment unter William Moultrie ernannt, mit dem er im Juni 1776 die Verteidigung der beiden Forts Fort Sullivan und Fort Moultrie im Hafen von Charleston übernahm.
Im September 1776 beförderte der Kontinentalkongress Marion zum Oberstleutnant. Im Herbst 1779 nahm er an der Belagerung von Savannah teil und im Frühjahr 1780, unter dem Befehl von General Benjamin Lincoln, trainierte er die Miliztruppen.
Marion entging der Kapitulation von Charleston am 12. Mai 1780, weil er sich seinen Knöchel bei einem Unfall gebrochen hatte und die Stadt verlassen hatte, um zu genesen. Nach der Kapitulation von Charleston, der verlorenen Schlacht von General Isaac Huger bei Moncks Corner sowie der Niederlage von Oberstleutnant Abraham Buford beim Gefecht von Waxhaw organisierte Marion eine kleine Truppe, die anfangs aus 20 Mann bestand und später auf bis zu 70 anwuchs. Er wollte die Briten nur im eigenen Territorium und Staat angreifen. Zu diesem Zeitpunkt war er noch immer von seinem langsam heilenden Knöchel behindert.
Er schloss sich General Horatio Gates kurz vor der Schlacht von Camden an, aber Gates hatte kein Vertrauen zu ihm und schickte ihn los, um das Kommando der Williamsburg Miliz im Pee Dee Bereich zu übernehmen. Außerdem sollte er kundschaftende Missionen aufnehmen und den erwarteten Abzug der Briten nach der Schlacht verhindern. Marion befreite 150 Kriegsgefangene und nahm zwanzig britische Soldaten gefangen. Die befreiten Gefangenen schlossen sich Marion und seinen Milizsoldaten an.
Anders als die kontinentalen Truppen dienten die Männer Marions freiwillig, besaßen ihre eigenen Pferde und besorgten ihre Nahrung und andere Versorgungsmaterialien selbst, oft durch Kriegsbeute von den Briten. Marion führte seine Männer selten in frontale Angriffe, aber wiederholt überraschte er größere Truppenteile von Loyalisten oder britischen Soldaten mit schnellen Attacken und verschwand genauso schnell wieder. Die Briten wurden bei dem Versuch, sich im  Williamsburg County bei Black Mingo zu verschanzen, von Marion bei der Schlacht am Black Mingo Creek vertrieben.
Der britische Oberst Banastre Tarleton wurde geschickt, um Marion gefangen zu nehmen, verzweifelte aber bei der Suche nach dem „alten Sumpffuchs“, der ihm ständig auswich, da er entlang der Sumpfwege reiste. Tarleton und Marion unterschieden sich deutlich in der öffentlichen Meinung. Tarleton wurde gehasst, weil er Häuser und Versorgungsmaterialien niederbrannte und zerstörte, während die Männer Marions die Versorgungsmaterialien beschlagnahmten oder zerstörten, um sie nicht in britische Hände fallen zu lassen, und den Inhabern Versorgungsscheine aushändigten. Nach dem Krieg wurden die meisten dieser Versorgungsscheine durch die neue Regierung eingelöst.
Sobald Marion seine Fähigkeit in der Guerilla-Kriegsführung gezeigt hatte, stellte er für die Briten eine lästige Bedrohung dar. Der Gouverneur John Rutledge beförderte ihn zum Brigadegeneral der Staatstruppen. Als General Nathanael Greene den Befehl im Süden übernahm, befahl er Brigadegeneral Marion und Oberstleutnant Henry Lee im Januar 1781 den Angriff auf Georgetown. Dieser scheiterte jedoch. Im April jedoch nahmen sie Fort Watson und im Mai Fort Motte ein und unterbrachen damit die Kommunikation zwischen den britischen Posten in Carolina. Am 31. August 1781 rettete Marion eine kleine amerikanische Truppe, die von 500 Briten unter Major C. Fraser eingeschlossen war. Für diese Tat empfing er den Dank des Kontinentalkongresses. Marion befehligte die rechte Flanke unter General Greenes Befehl bei der Schlacht von Eutaw Springs.
Im Jahr 1782, während seiner Abwesenheit als Senator in Jacksonborough, war seine Brigade entmutigt und es gab angeblich eine Verschwörung, um ihn an die Briten auszuliefern. Aber im Juni desselben Jahres schlug er einen Aufstand der Loyalisten an den Ufern des Pee Dee River nieder. Im August 1782 verließ er seine Brigade und kehrte auf seine Plantage zurück.
Nach dem Krieg heiratete Marion seine Cousine, Mary Esther Videau.
Marion war für einige Perioden im Senat von South Carolina tätig und wurde 1784 in Anerkennung seiner Verdienste zum Kommandanten des Forts Johnson ernannt, eher ein Höflichkeitstitel mit einem Gehalt von $ 500 pro Jahr (ursprünglich sollte er ein Vielfaches, nämlich 500 Englische Pfund jährlich erhalten). Er starb auf seinem Landsitz im Jahr 1795.

## Verfilmungen
Der Hollywoodfilm Der Patriot (2000) basiert sehr lose auf der Biographie Marions. Der Protagonist „Oberst Benjamin Martin“, gespielt von Mel Gibson, war eine Mischung von General Marion, General Andrew Pickens, Oberst Thomas Sumter und von Oberst Daniel Morgan aus Virginia. Sein Gegenspieler in diesem Film basiert ebenso lose auf der Person des britischen Oberst Banastre Tarleton.

## Grab
Auf seinem Grabstein auf dem Belle-Isle-Plantage-Friedhof im County Berkeley, South Carolina, steht zu lesen:
Im Geiste der Erinnerung an GENL. FRANCIS MARION, der aus diesem Leben am 27. Februar 1795 abreiste, im 63ten Jahr seines Lebens, zutiefst bedauert von allen seinen Bekannten. Die Geschichte kennzeichnet ihn als einen der bemerkenswertesten PATRIOTEN UND HELDEN DER AMERIKANISCHEN REVOLUTION. Das Ansehen, welches er seinem Heimatstaat einbrachte, waren Ehre und Unabhängigkeit und vom Segen gefestigt in Freiheit und Frieden. Dieses Denkmal der Dankbarkeit wird aufgerichtet im Gedenken an die vortrefflichen und selbstlosen Tugenden des Bürgers und die tapferen Heldentaten des Soldaten, der ohne Furcht lebte und ohne Vorwurf starb.

## Nachleben
Nach Marion sind 16 Countys in den Vereinigten Staaten benannt, die nahe der Stadt Florence (South Carolina) gelegene Francis Marion University (FMU) trägt ebenfalls seinen Namen.